# Пояна-Вербілеу
Пояна-Вербілеу (рум. Poiana Vărbilău) — село у повіті Прахова в Румунії. Входить до складу комуни Вербілеу.
Село розташоване на відстані 79 км на північ від Бухареста, 23 км на північ від Плоєшті, 63 км на південний схід від Брашова.

## Населення
За даними перепису населення 2002 року у селі проживали 1306 осіб. Усі жителі села рідною мовою назвали румунську.
Національний склад населення села:
| Національність | Кількість осіб | Відсоток |
| -------------- | -------------- | -------- |
| румуни         | 1044           | 79,9%    |
| цигани         | 260            | 19,9%    |